# 무이까마우 국립공원
무이까마우 국립공원(Mũi Cà Mau National Park, 베트남어: Vườn quốc gia Mũi Cà Mau)은 베트남 남부에 있는 국립공원이다. 베트남의 최남단인 까마우에 있는 응옥히엔현 닷므이사에 위치한다.
이 공원은 1986년 8월 9일자로 닷무이의 자연보호구역을 기준으로 2003년 7월 14일 베트남 총리의 Decision 142/2003/QĐ-TTg에 의해 설립되었다.

## 위치
이 공원은 베트남 영토의 최남단에 위치해 있다
- 좌표: N 8°32' ~ 8°49' 및 E 104°40' ~ 104°55'.
- 총 면적: 41,862 ha, 포함:
- 내륙지역: 15,262 ha.
- 해안지역: 26,600 ha.